# KFNB – Orpheus, Aeolus und Ulysses
| KFNB „ORPHEUS“, „AEOLUS“ und „ULYSSES“ | KFNB „ORPHEUS“, „AEOLUS“ und „ULYSSES“ | KFNB „ORPHEUS“, „AEOLUS“ und „ULYSSES“ |
| -------------------------------------- | -------------------------------------- | -------------------------------------- |
| KFNB „ULYSSES“                         |                                        |                                        |
| Technische Daten                       |                                        |                                        |
|                                        | vor Umbau                              | nach Umbau                             |
| Bauart                                 | 2'A n2                                 | 2'A n2                                 |
| Zylinder-Ø                             | 393 mm                                 | 382 mm                                 |
| Kolbenhub                              | 547 mm                                 | 547 mm                                 |
| Treibrad-Ø                             | 1547 mm                                | 1547 mm                                |
| Laufrad-Ø vorne                        | 764 mm                                 | 764 mm                                 |
| Laufrad-Ø hinten                       | –                                      | –                                      |
| Fester Radstand                        | –                                      | –                                      |
| Gesamtradstand                         | 3502 mm                                | 3504 mm                                |
| Gesamtradstand + Tender                | k. A.                                  | k. A.                                  |
| Heizfl. d. Rohre                       | 60,8 m²                                | 65,4 m²                                |
| Heizfl. d. Feuerbüchse                 | 4,1 m²                                 | 4,6 m²                                 |
| Rostfl.                                | 1,00 m²                                | k. A.                                  |
| Dampfdruck                             | 5,4                                    | 5,2                                    |
| Gewicht (leer)                         | k. A.                                  | 15,0 t                                 |
| Adhäsionsgewicht                       | 10,0 t                                 | 11,0 t                                 |
| Dienstgewicht                          | 17,2 t                                 | 17,1 t                                 |
| Dienstgewicht + Tender                 | k. A.                                  | k. A.                                  |
| Wasser                                 | k. A.                                  | k. A.                                  |
| Kohle                                  | k. A.                                  | k. A.                                  |
| Länge                                  | 7,092 m                                | k. A.                                  |
| Länge + Tender                         | k. A.                                  | k. A.                                  |
| Höhe                                   | k. A.                                  | k. A.                                  |

Die Dampflokomotiven „Orpheus“, „Aeolus“ und „Ulysses“ waren Personenzuglokomotiven der KFNB.
Sie wurden von der Lokomotivfabrik William Norris 1846 geliefert und hatten die Achsformel 2'A.
Norris unterhielt zu dieser Zeit eine Lokomotivfabrik in Wien, aus der aber insgesamt nur sechs Lokomotiven geliefert wurden, nämlich die drei oben genannten und drei an die K.k. Nördliche Staatsbahn. Die oben genannten Maschinen der KFNB wurden nach 1853 umgebaut.
Die Tabelle zeigt die Unterschiede in den Dimensionen.
Alle drei Lokomotiven wurden 1866 ausgemustert und an die Firma Neumann in Wien verkauft.